# Fritidspartiet
Fritidspartiet (ftp) var ett lokalt politiskt parti i Vallentuna kommun. I valet 1998 erhöll partiet ett mandat i Vallentuna kommunfullmäktige men förlorade detta i valet 2002. Under mandatperioden 1998/2002 var ftp i styrande ställning tillsammans med Moderaterna, Folkpartiet liberalerna och Kristdemokraterna i majoriteten. Sedan dess har Fritidspartiet försvunnit.